# 63 Andromedae
Désignations
63 Andromedae (en abrégé 63 And) est une étoile variable de type Alpha2 Canum Venaticorum de la constellation d'Andromède. Sa désignation d'étoile variable est PZ Andromedae. Avec une magnitude apparente d'environ 5,6, elle est assez brillante pour être visible à l'œil nu. Basée sur un décalage annuel de la parallaxe de 8,53 ± 0,17 mas, elle est située à 382 ± 8 a.l. (∼ 117 pc) de la Terre.
Le type spectral de 63 Andromedae est B9VpSi, ce qui indique qu'il s'agit d'une étoile bleu-blanc de la séquence principale chimiquement particulière avec des raies du silicium anormalement fortes. Bien qu'elle soit classée dans le type B, ce type d'étoile est connu sous le nom d'étoile Ap, un type d'étoiles qui présente des raies spectrales très fortes de certains éléments lourds et de forts champs magnétiques. Ces particularités chimiques sont dues à une stratification dans leur atmosphère, permise par une rotation lente.
63 Andromedae fait trois fois la masse du Soleil et 2,4 fois le rayon du Soleil. Elle rayonne 110 fois la luminosité du Soleil et sa température effective est de 11 967 K. L'étoile varie avec une amplitude d'environ 0,05 en magnitude et avec une période de 4,189 jours. On pense que cette variation coïncide avec sa rotation. Ce type d'étoile variable est connu sous le nom d'étoile variable de type Alpha2 Canum Venaticorum, nommées d'après le prototype de cette classe.
À l'œil nu, 63 Andromedae apparaît au milieu d'un astérisme faible et dense avec 64 et 65 Andromedae (au sud-ouest et à l'ouest), qui justifie une extension des limites de la constellation d'Andromède. Cette extension est entourée par la constellation voisine de Persée, qui, dans la mythologie traditionnelle, est le sauveur d'Andromède.